# 浮雕

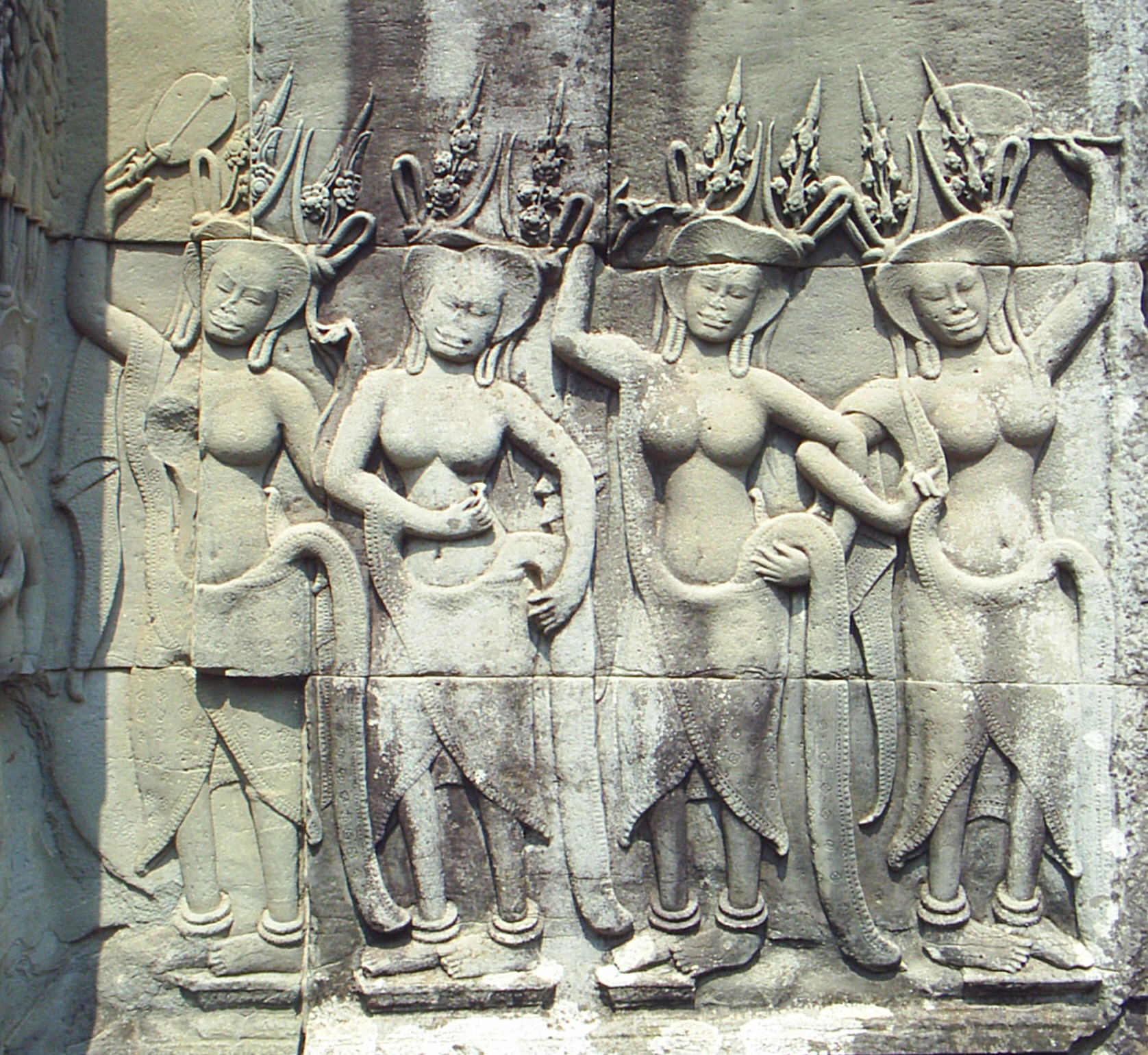
吳哥窟的Devatas女神浮雕

浮雕是雕刻的一种，艺术家在一块平板上将他要塑造的形象雕刻出来，使它脱离原来材料的平面。浮雕的材料有石头、木头、象牙和金属等，一般分为浅浮雕、高浮雕和凹雕3种。
浮雕艺术在世界上到处都有，从古埃及到古希腊和古罗马的神庙和墓碑的雕塑，在中国的庙宇、洞窟和君王的陵墓也有许多浮雕艺术，著名的比如有昭陵六骏。
埃及的凹雕，浮雕的形象沉入材料的平面裡，是世界上绝无仅有的。

## 圖像

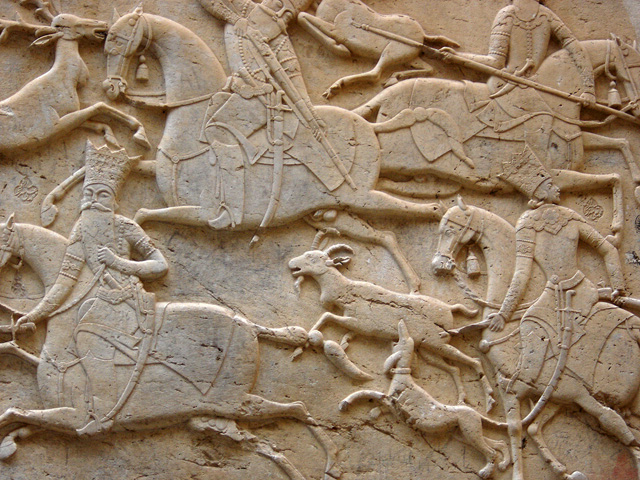
卡扎尔时代的波斯浮雕，波斯波利斯风格，位于瓦希峡谷（英语：Tangeh-ye Vashi）
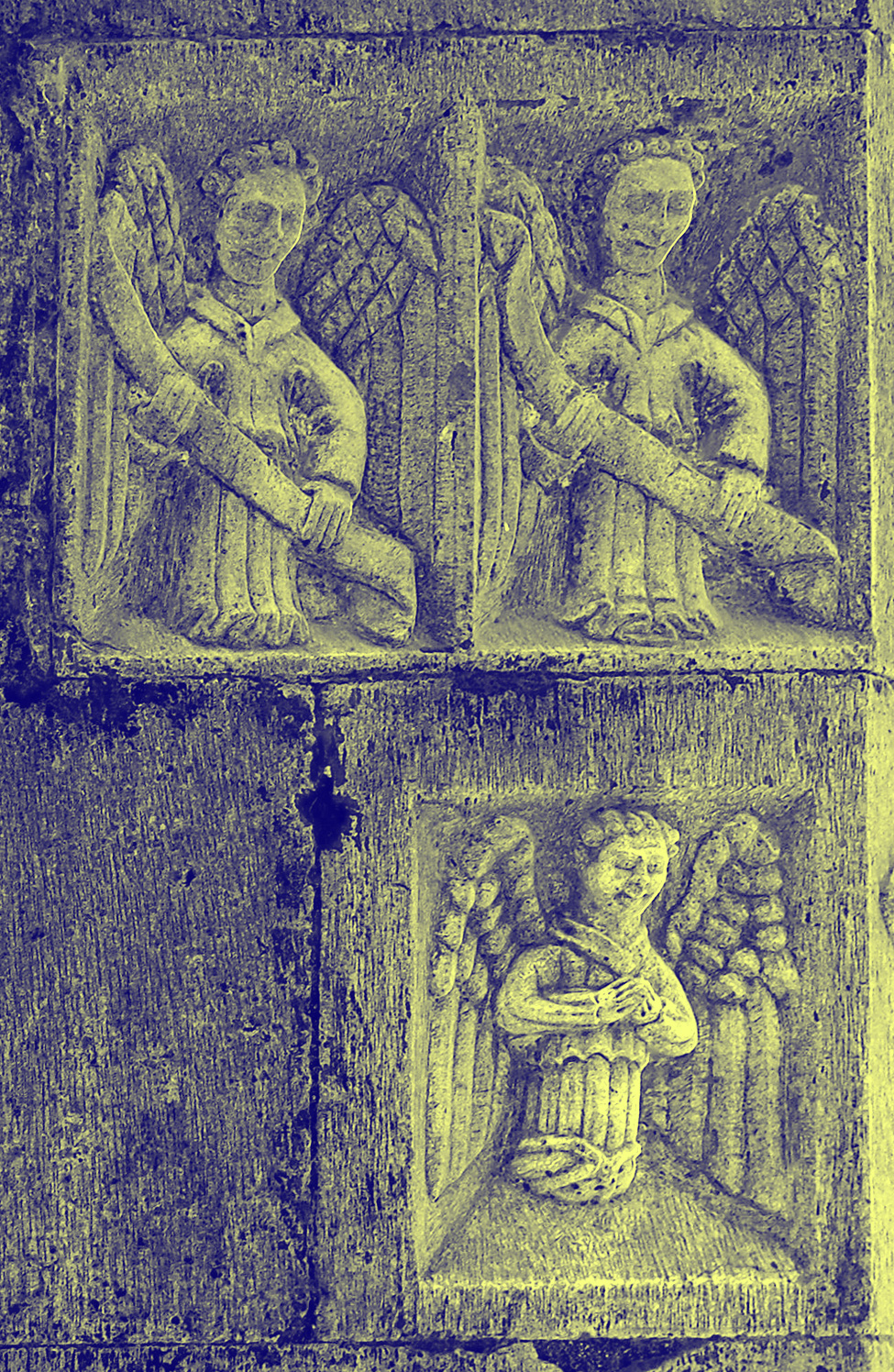
克朗弗特座堂的天使，位于爱尔兰戈尔韦郡
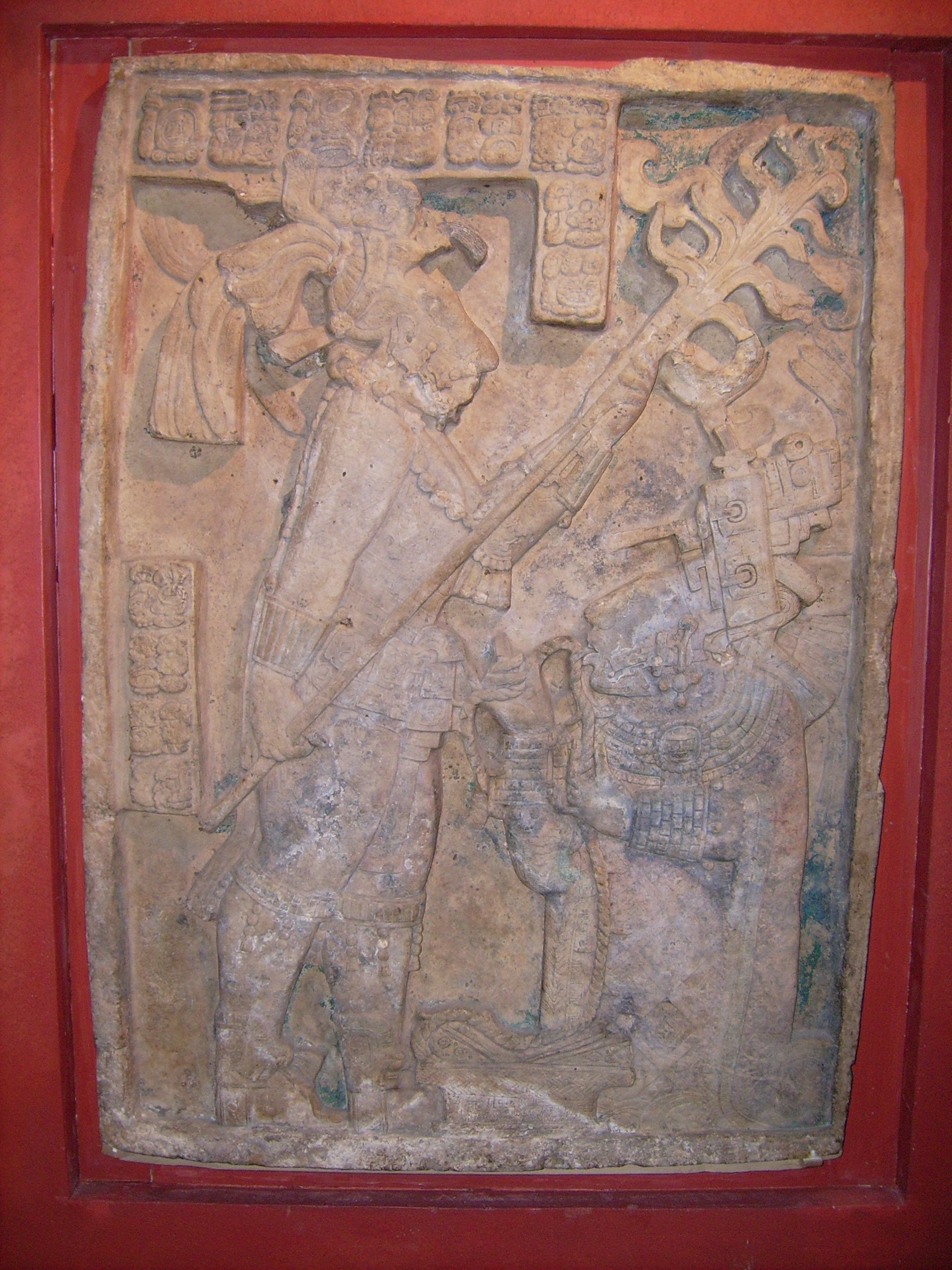
墨西哥古城亚斯奇兰的24號石楣，描述血祭的玛雅雕刻